# Vaux-sur-Morges
Vaux-sur-Morges es una comuna suiza del cantón de Vaud, situada en el distrito de Morges. Limita al norte y este con la comuna de Echichens, al sur con Vufflens-le-Château, y al oeste con Bussy-Chardonney, Reverolle y Clarmont.
Hasta el 31 de diciembre de 2007 la comuna formó parte del círculo de Colombier.